# اسون لیندمان
اسون لیندمان (سوئدی: Sven Lindman؛ زادهٔ ۱۹ آوریل ۱۹۴۲) بازیکن و مربی فوتبال اهل سوئد بود.
از باشگاه‌هایی که در آن بازی کرده‌است می‌توان به باشگاه فوتبال دیورگاردن و باشگاه فوتبال راپید وین اشاره کرد.
وی همچنین در تیم‌های ملی فوتبال  سوئد بی و سوئد بازی کرده‌است.